# مرکز هوایی نیو سنتری
 مرکز هوایی نیو سنتری (به انگلیسی: New Century AirCenter) یک فرودگاه همگانی بهره‌برداری هوایی با کد یاتا JCI است که یک باند فرود آسفالت دارد و طول باند آن ۱۵۶۴ متر است. این فرودگاه در کشور ایالات متحده آمریکا قرار دارد و در ارتفاع ۳۳۱ متری از سطح دریا واقع شده است.